# بيتر مكمان
بيتر مكمان (بالإنجليزية: Peter McMahon)‏ هو سياسي أسترالي، ولد في 16 يوليو 1931. حزبياً، نشط في حزب العمال الأسترالي. وقد انتخب عضو المجلس التشريعي نيو ساوث ويلز.